# 로게르 닐센
로게르 닐센(노르웨이어: Roger Nilsen, 1969년 8월 8일 ~ )은 노르웨이의 전 축구 선수이자 축구 감독이며, 포지션은 수비수이다. 그의 동생인 스테이나르 닐센 또한 축구 선수로 활동하였다.
1987년 트롬쇠 IL에서 데뷔한 뒤 1989년 비킹 FK로 팀을 옮겼으며, 1991년 티펠리가엔 우승 및 1989년 노르웨이 컵 우승 등에 공헌하였다. 그 뒤 1993년 독일 분데스리가의 1. FC 쾰른으로 잠시 임대되었으며, 같은 해 데이브 바세트의 제의를 받아 잉글랜드 프리미어리그의 셰필드 유나이티드 FC에 입단해 잉글랜드 무대에 데뷔하였다. 하지만 팀은 입단 첫 시즌인 1993-94 시즌에 최하위를 기록하며 강등돠었고, 이후에는 줄곧 2부 리그인 풋볼 리그 1부에서 5명의 감독의 지도하에 풀백와 센터백을 오가며 활약하였다. 이 기간 중 1996-97 시즌 풋볼 리그 플레이오프 결승전 및 1997-98 시즌 FA컵 4강 등에 기여했으며, 1999년 프리미어리그의 토트넘 홋스퍼 FC로 이적하였다. 이후 같은 해 오스트리아 분데스리가의 그라츠 AK로 팀을 옮긴 뒤 1999-2000 시즌 오스트리아 컵 우승 등을 경험했으며, 2000년 몰데 FK에 입단해 노르웨이 무대로 복귀한 뒤 브뤼네 FK를 거쳐 2003년 프로 선수 은퇴를 선언하였다.
또한 1989년부터 1992년까지 노르웨이 U-21 국가대표팀에서 활약했으며, 1989년 FIFA 세계 청소년 축구 선수권 대회에 출전하였다. 이후 1990년 카메룬과의 경기에서 노르웨이 축구 국가대표팀에 데뷔했으며, 1994년 FIFA 월드컵에 참가했으나 경기에 출전하지는 못했다. 그 뒤 2000년 스웨덴과의 경기를 마지막으로 국가대표팀에서 은퇴했으며, A매치 총 32경기에 출전해 3골을 넣었다.
프로 선수 은퇴 이후 스타방에르 IF에서 선수로 활동하다 2006년 감독으로 부임해 팀의 3부 리그 승격을 지휘했으며, 시즌이 끝난 뒤 2007년 비킹 FK의 코치를 맡았다. 이후 2009년 팀의 감독인 우베 뢰슬러가 물러나자 잠시 팀의 감독 대행을 활동했으며, 2010년 팀을 떠났다. 그 뒤 2014년 IF 플뢰야 여자팀의 감독을 맡았으며, 2016년 경질되었다.